# Teatro Online
O Teatro Online, Teatro Digital ou e-Teatro, é um formato de apresentação de espetáculos teatrais pensado especificamente para a execução no universo digital e apresentado no mesmo. O Teatro Online pode ser concebido e transmitido em diversas plataformas digitais, dependendo da proposta da peça.
Muitos entendem Teatro Online como o Teatro presencial tradicional gravado e postado na internet. O termo específico se refere à criação de um conteúdo desenvolvido com a intenção de apresentá-lo na internet, e não ao ato de simplesmente gravar um espetáculo presencial e colocá-lo em plataformas digitais.
O Teatro Online usa de ferramentas do audiovisual e as aplica na performance ao vivo, utilizando recursos como por exemplo programas de transmissão, as câmeras como condutoras da narrativa, 3D e interação com o público.

## Origem
Não se sabe ao certo quando o termo surgiu, porém começou a ser utilizado com mais força no Brasil após a pandemia da COVID-19, que obrigou artistas a repensarem o Teatro e descobrir formas de mantê-lo vivo com o fechamento dos estabelecimentos não essenciais. Sem a possibilidade de apresentações com público, vários artistas começaram a se direcionar para a internet e pensar em formas de adaptar o Teatro a ela.
O primeiro registro de Teatro Online no Brasil, ainda que não se utilizasse este termo na época, foi a transmissão virtual do espetáculo "Os Sertões" do Teatro Oficina em 2007 através do portal UOL. O grupo de Teatro já havia feito transmissões ao vivo de peças em 2001 no Festival Teatro Oficina, mas por conta da visão de direção de José Celso Martinez Corrêa e sua ideia de usar as câmeras como parte da contação da história, este foi o primeiro espetáculo pensado especificamente para ser apresentado online.

## Possibilidades no Teatro Online
A inclusão da interatividade com o público é uma das ferramentas que têm sido exploradas pelos artistas que migraram para a internet. Conforme a plataforma utilizada, é possível se comunicar com os espectadores por videochamadas, por enquetes, comentários, entre outros, permitindo que quem assiste ajude a contar a história direta ou indiretamente.
Além de permitir o acesso de pessoas de outros estados e até mesmo de outros países, o Teatro Online permite que muito mais pessoas consigam assistir espetáculos por conta do limite geralmente maior de pessoas por sessão, sua facilidade, acessibilidade e pela possibilidade do barateamento de ingressos.

## Artistas no Online
Além da apresentação de "Os Sertões" pelo Teatro Oficina, não era grande a presença da classe teatral na internet. A migração para o digital começou a acontecer em maior escala com o início do isolamento social causado pela pandemia do COVID-19.
Os Satyros adaptaram o espetáculo "Todos os Sonhos do Mundo", de Ivam Cabral, para o formato online em março de 2020.
A Inquieta Cia organizou em abril e maio de 2020 um projeto de "pílulas dramatúrgicas" com cenas curtas e em julho do mesmo ano, começaram uma temporada de apresentações pela Instagram com o espetáculo "Metrópole", anteriormente apresentado de forma presencial e adaptado para o online, estrelando Silvero Pereira e Gyl Giffony.
A partir de Julho, há um aumento das produções, como a Armazém Companhia de Teatro que iniciou temporada online com a peça "Parece Loucura Mas Há Método". Em seguida o Núcleo Pequeno Ato estreou o espetáculo "Caso Cabaré Privê", com direção de Pedro Granato, e o núcleo WeDo! apresentou "Fala Comigo" e "Os Príncipes e o Tesouro", com direção de Carolina Guimarães.

## Recepção
A recepção do Teatro Online tem sido mista. A opinião da classe artística parece mais negativa, enquanto a opinião do público tem sido mais positiva. Muitos artistas acreditam que o Teatro Online não é Teatro pois não possui os elementos de contato com o público e da presença ao vivo, e afirmam ser uma resolução temporária. Já os espectadores tem mostrado recepção positiva aos espetáculos digitais. Muitos acreditam que o acesso à cultura na internet tem sido democratizado desde o início da pandemia do COVID-19 e mostram interesse em continuar consumindo conteúdo teatral pela internet mesmo após a retomada de espetáculos presenciais.